# 갬빗 (2012년 영화)
《갬빗》(영어: Gambit)은 2012년 공개된 미국과 영국의 하이스트 코미디 영화이다. 마이클 호프먼이 연출하고, 캐머런 디애즈, 콜린 퍼스, 앨런 리크먼, 톰 코트니, 스탠리 투치 등이 출연하였다. 1966년 동명 영화를 리메이크하였다.

## 줄거리
영국인 미술 학예사 해리 딘은 악덕 상사인 라이어널 섀번다 경에게 복수하기 위해, 모네의 '새벽 건초 더미'를 갖고 있는 섀번다 경이 가짜 '해질녘 건초 더미'를 사게 만드는 사기 계획을 세운다. 해리는 미술품 위조 전문가인 더 메이저와 팀을 이루어 텍사스주 앨파인으로 향하고, 그곳에서 제2차 세계 대전 당시 헤르만 괴링을 포획한 군인의 손녀이자 로데오 퀸인 PJ 푸즈나우스키를 만난다. 해리는 PJ의 할머니 이동 주택 벽에 가짜 '해질녘 건초 더미' 그림을 걸고 사진을 찍어 섀번다 경의 미디어 제국에서 발행하는 잡지에 싣기로 한다.
런던으로 돌아온 해리는 섀번다 경과 만나 PJ와 그녀의 할머니 사진을 보여주며 그림에 관심을 유도한다. 섀번다 경은 그림이 텍사스 이동 주택에 걸려 있는 것을 보고 복제품이라고 단정하지만, 해리는 희귀한 그림이니 진위를 확인하자고 제안하자 섀번다 경은 마지못해 동의한다.
PJ는 해리에게 섀번다 경과의 만남 자리를 서보이 호텔에서 갖게 해줘야 섀번다 경에게 그림을 1,200만 파운드에 팔겠다고 하고, 해리는 호텔 경비를 간신히 마련한다. 게다가 PJ는 섀번다 경의 연애적 접근을 받아준다.
섀번다 경은 PJ와 단 둘이 있을 때 해리를 해고하고 마르틴 차이덴베버(마틴 자이든베이버)를 새로운 큐레이터로 고용할 예정이라고 밝힌다. PJ는 자이든베이버에게 그림이 어릴 때부터 집에 걸려 있었다고 말한다. 섀번다가 해리를 멍청하다고 평하자 자이든베이버는 해리가 미술 감식안은 없지만 좋은 사람이라고 답한다. 호텔로 돌아온 PJ는 해리에게 계획에서 빠지고 싶다고 말한다.
다음 날 밤 PJ는 섀번다 경과 저녁 식사를 하던 중 1992년 경매에서 섀번다 경에게 건초 더미 연작 첫 작품을 뺏겨 앙심을 품은 사업가 다카가와의 방해를 받는다. 해리는 자이든베이버를 설득하여 섀번다 경과의 동업을 포기하게 만든다.
다시 해리와 협력하기로 한 PJ는 섀번다 경의 가장 무도회에 함께 참석하고, PJ가 섀번다 경을 혼란스럽게 하는 동안 해리는 미술품 전시실에서 마지막 준비를 한다. 감정이 시작될 무렵 해리에게 거짓말을 해왔으며 실은 계속 섀번다 경에게 충성한 자이든베이버가 등장하여 그림이 진짜라고 주장한다. 하지만 해리는 그림의 물감을 닦아내 엘리자베스 2세를 닮은 초상화를 드러낸다. 섀번다 경은 PJ에게 더는 볼일이 없다고 말하고 해리를 다시 고용하려 하지만, 해리는 PJ를 함부로 대한 섀번다 경의 태도를 비판하며 거절한다.
해리와 메이저는 다카가와와 만나고, 메이저가 '해질녘 건초 더미' 뿐만 아니라 '새벽 건초 더미' 역시 복제했다는 사실이 밝혀진다. 해리는 진짜 '새벽 건초 더미'를 복제품과 바꿔치기 했던 것이다. 해리는 다카가와에게서 '새벽 건초 더미' 대금으로 1천만 파운드를 스위스 은행 계좌로 이체받고, 메이저와 함께 떠난다.
한편 PJ는 공항 보안 검색대를 통과하던 중 해리가 선물한 그림을 발견하고 미소를 짓는다. 영화는 해리와 메이저가 공항을 걸으며 도널드 트럼프가 피카소에 매료돼 있다고 대화하는 장면으로 마무리된다.

## 출연진
- 캐머런 디애즈 - PJ 푸즈나우스키 역
- 콜린 퍼스 - 해리 딘 역
- 앨런 리크먼 - 라이어널 섀번다 경 역
- 톰 코트니 - 더 메이저 역
- 스탠리 투치 - 마르틴 차이덴베버(마틴 자이든베이버) 역
- 클로리스 리치먼 - 할머니 역
- 이가와 도고 - 다카가와 역
- 애나 스켈런

## 기타 제작진
- 배역: 일레인 그레인저, 루신다 사이슨
- 미술: 닐 러몬트
- 의상: 제니 베번